# Андреас Гранквист
Андреас Гранквист (швед. Andreas Granqvist, 16. април 1985) је шведски фудбалер.

## Каријера
Гранквист је започео фудбалску каријеру 2004. године у Хелсингборгу, помогао је тиму да освоји Куп Шведске. Почетком 2007, прешао је у Виган, прво као позајмљен играч, а касније и званично као члан екипе. У лето 2008. године отишао је у холандски Гронинген за 600.000 фунти. Дана 16. августа 2013. године одлази у Краснодар, у Русију. 2018. се вратио у Хелсинборг.

## Репрезентација
Гранквист је био део шведског тима на Европском првенству 2008, али је остао на клупи у сва три меча. На Светском првенству 2018. године, Гранквист је постигао гол на првој утакмици против Јужне Кореје, чиме је Шведска победила са 1:0.